# 臺灣府淡水廳儒學訓導
台灣府淡水廳儒學訓導隸屬於台灣道之台灣府淡水廳，為台灣清治時期的地方官員，該官職主要從事北台灣境內之教育行政部分，受台灣府儒學教授制約。儒學訓導品等雖不高，但是地位崇高。比較值得一提的是，因為是從事教育方面，因此該官職通常為閩籍，語言可與台灣人互作溝通，事實上，教學上也以閩語為主，官話為輔。